# Benito Raman
Benito Dirk Raman (Gent, 7 november 1994) is een Belgisch voetballer. Hij speelt op de positie van aanvaller bij het Belgische KV Mechelen. In 2019 debuteerde hij in het Belgisch voetbalelftal.

## Biografie

### Jeugd
Als 4-jarige sloot hij zich aan bij KV Cercle Melle. Na zes maanden verhuisde hij naar SK Munkzwalm waar hij in 2001 indruk maakte op het paastoernooi van KFC Semmerzake en werd verkozen tot beste speler van het toernooi.
Een jaar later werd hij weggehaald door eersteklasser KAA Gent. Bij de jeugd werd hij er verkozen tot beste speler van het Europese cadettentoernooi U15, werd hij topscorer in het scholierentoernooi U16 in Poperinge, in 2009 werd hij bij de U16 verkozen tot beste speler van KAA Gent en in 2010 werd verkozen tot beste speler van KAA Gent bij de U17.
Door deze successen werd Raman in 2009 voor het eerst opgeroepen voor de nationale ploeg U15. Bij die nationale ploeg beleefde hij ook successen door als topschutter te eindigen van de Rode Duivels U17 in Hongarije.
Raman kon op interesse rekenen van 1899 Hoffenheim, Inter Milaan, en vooral Aston Villa. De deal met Aston Villa was naar eigen zeggen zo goed als rond maar scout Gunther Schepens kon Raman bij Gent houden.

### KAA Gent
Hij maakte zijn officiële debuut bij de eerste ploeg van KAA Gent in september 2011 toen hij in de 91ste minuut inviel voor Tim Smolders in de met 1-3 gewonnen wedstrijd tegen SV Zulte Waregem.

#### Uitleenbeurten naar Beerschot en Kortrijk
In het voetbalseizoen 2012-13 werd Raman omwille van geringe speeltijd een half seizoen uitgeleend door Gent aan Beerschot AC. Raman werd aangetrokken om de club uit Antwerpen te behoeden voor degradatie. Tegelijkertijd verlengde Raman zijn contract bij Gent met 1 jaar.
In het tussenseizoen kon Raman - mede door zijn sterke prestaties in Beerschot- rekenen op interesse van clubs uit eerste klasse. Het was voornamelijk Hein Vanhaezebrouck die de speler in zijn team wilde hebben. Op 19 juni 2013 werd hij officieel uitgeleend aan KV Kortrijk. Dat nieuws maakte Raman zelf bekend via twitter. Hij was de volgende dag al samen met Stijn De Smet aan het trainen in Kortrijk.

#### Terug naar KAA Gent
In het seizoen 2014-2015 keerde Benito Raman terug naar Gent samen met nieuwe coach Hein Vanhaezebrouck. Daar stond hij regelmatig in de basis. Op de achtste speeldag van play-off 1 scoorde Raman het beslissende doelpunt in de wedstrijd Club Brugge - KAA Gent (eindstand 2-3), waarmee hij Gent definitief op weg zette naar het veroveren van de landstitel. De daaropvolgende speeldag werd Gent kampioen.

#### Opnieuw uitgeleend
De eerste seizoenshelft van het seizoen 2015-2016 werd er één om snel te vergeten voor Raman. Voor de eerste thuiswedstrijd tegen Racing Genk werd Raman uit de selectie gelaten door coach Hein Vanhaezebrouck, aanleiding was het snookerincident. De avond voor de eerste speeldag tegen Westerlo werd Raman om 1u nog gezien in een snookerbar, Raman presteerde vervolgens onder niveau in de wedstrijd en kreeg serieuze kritiek van coach Vanhaezebrouck en werd de volgende speeldag uit de selectie gelaten. Gedurende de rest van het seizoen kon Raman zich nooit in de vaste basiself werken en fungeerde als bankzitter.
Tijdens de Champions League-wedstrijd tegen Valencia mocht Raman invallen na 55 minuten maar werd opnieuw gewisseld in minuut 85. Raman had al snel een gele kaart te pakken en coach Vanhaezebrouck vond dat Raman te onbesuisd tackelde. Om een tweede geel en uitsluiting te vermijden werd Raman dus vroegtijdig naar de kant gehaald.
Op speeldag 20 maakte Raman het weer te bont, aartsrivaal Club Brugge had een zware nederlaag geleden tegen RSC Anderlecht (1-4) en bij het vieren van de overwinning tegen KV Kortrijk thuis en het fantastische jaar 2015 voor KAA Gent schoffeerde Raman de Club Brugge fans en de Holebi-gemeenschap door in de micro "Alle boeren zijn homo's" te zingen (boeren is de scheldnaam voor de Club Brugge fans gebruikt door de fans van KAA Gent). KAA Gent trad onmiddellijk op door Raman voor onbepaalde duur te schorsen (uiteindelijk werd dat maar 1 speeldag) en door de voetbalcommissie werd Raman nog een extra speeldag geschorst. Coach Vanhaezebrouck omschreef het incident als "dubbel jammer", verwijzend naar de eerdere incidenten met Raman. Raman kwam niet meer in actie in het shirt van KAA Gent, want op 27 januari 2016 werd hij voor de rest van het seizoen aan STVV uitgeleend.

### Standard Luik
In de zomermercato van 2016 bleek dat het huwelijk tussen Raman en KAA Gent definitief voorbij was. Raman tekende voor 4 jaar een contract bij Standard Luik. Aan het einde van een degelijk eerste seizoen (31 speelbeurten, 6 doelpunten, 1 assist) bleek dat Raman niet meer paste in de plannen van de nieuwe trainer Sá Pinto. Hij werd in het seizoen 2017/18 uitgeleend aan de pas gedegradeerde Duitse tweedeklasser Fortuna Düsseldorf, met optie tot aankoop. Hij maakte dat seizoen tien doelpunten en werd met Düsseldorf kampioen in tweede klasse, waarmee de club de terugkeer naar de Bundesliga afdwong.

### Fortuna Düsseldorf
In maart 2018 werd de aankoopoptie door Fortuna Düsseldorf gelicht. Raman tekende een contract tot 2022. Mede dankzij zijn 10 goals promoveerde de club in 2019 van de tweede naar de eerste Bundesliga.

### Schalke 04
In juli 2019 tekende Raman een vijfjarig contract bij Schalke 04. Zijn periode bij de club uit Gelsenkirchen verliep moeizaam. In zijn eerste seizoen scoorde de spits vier keer in 25 wedstrijden, waarvan 19 in de basis. Het seizoen daarop maakte hij amper twee goals in eveneens 25 wedstrijden, maar slechts 13 in de basis. In 2021 degradeerde Schalke 04 na 30 jaar in de Bundesliga naar de 2. Bundesliga.

### RSC Anderlecht
Op 16 juli 2021 kondigde RSC Anderlecht aan via sociale media dat Raman een contract heeft getekend bij de club tot 2024. Anderlecht telde drie miljoen euro neer aan FC Schalke 04 voor de transfer. Zo maakt Raman zijn terugkeer in de Belgische eerste klasse sinds 2017. Bij de eerste zes wedstrijden van Anderlecht in het seizoen 2021/22 startte Raman steeds in de basis, hij wist in zijn tweede wedstrijd voor de club ook zijn eerste doelpunt te maken tegen KAS Eupen. Later in het seizoen en de seizoenen daarna had Raman meestal een invallerstatuut bij paars-wit.

### Samsunspor
Op 1 februari 2024 trok Raman na 2,5 seizoenen bij RSC Anderlecht naar het Turkse Samsunspor waar hij een contract tot medio 2026 tekende.

### KV Mechelen
De 29-jarige Gentenaar komt de aanval versterken van KV Mechelen. Raman tekent er een contract voor 2 seizoenen met één jaar optie op 23 augustus 2024. Hij viel onmiddellijk in in de wedstrijd Royal Antwerp FC - KV Mechelen op 24 augustus 2024.

## Statistieken[13]
| Seizoen         | Club            | Land               | Competitie         | Competitie | Competitie | Beker | Beker | Andere | Andere | Internationaal | Internationaal | Totaal | Totaal |
| Seizoen         | Club            | Land               | Competitie         | Wed.       | Dlp.       | Wed.  | Dlp.  | Wed.   | Dlp.   | Wed.           | Dlp.           | Wed.   | Dlp.   |
| --------------- | --------------- | ------------------ | ------------------ | ---------- | ---------- | ----- | ----- | ------ | ------ | -------------- | -------------- | ------ | ------ |
| 2011/12         | KAA Gent        | Vlag van België    | Jupiler Pro League | 7          | 0          | 0     | 0     | 0      | 0      | 0              | 0              | 7      | 0      |
| 2012/13         | KAA Gent        | Vlag van België    | Jupiler Pro League | 4          | 0          | 1     | 1     | 0      | 0      | 1              | 0              | 6      | 1      |
| 2012/13         | → Beerschot AC  | Vlag van België    | Jupiler Pro League | 11         | 5          | 0     | 0     | 0      | 0      | 0              | 0              | 11     | 5      |
| 2013/14         | → KV Kortrijk   | Vlag van België    | Jupiler Pro League | 30         | 4          | 3     | 1     | 0      | 0      | 0              | 0              | 33     | 5      |
| 2014/15         | KAA Gent        | Vlag van België    | Jupiler Pro League | 30         | 8          | 4     | 1     | 0      | 0      | 0              | 0              | 34     | 9      |
| 2015/16         | KAA Gent        | Vlag van België    | Jupiler Pro League | 13         | 3          | 2     | 2     | 1      | 0      | 4              | 0              | 20     | 5      |
| 2015/16         | → STVV          | Vlag van België    | Jupiler Pro League | 10         | 1          | 0     | 0     | 0      | 0      | 0              | 0              | 10     | 1      |
| 2016/17         | Standard Luik   | Vlag van België    | Jupiler Pro League | 25         | 4          | 1     | 1     | 0      | 0      | 5              | 1              | 31     | 6      |
| 2017/18         | Standard Luik   | Vlag van België    | Jupiler Pro League | 1          | 0          | 0     | 0     | 0      | 0      | 0              | 0              | 1      | 0      |
| 2017/18         | → Düsseldorf    | Vlag van Duitsland | 2. Bundesliga      | 28         | 10         | 1     | 0     | 0      | 0      | 0              | 0              | 29     | 10     |
| 2018/19         | Düsseldorf      | Vlag van Duitsland | Bundesliga         | 24         | 9          | 2     | 1     | 0      | 0      | 0              | 0              | 26     | 10     |
| 2019/20         | Schalke 04      | Vlag van Duitsland | Bundesliga         | 25         | 4          | 3     | 3     | 0      | 0      | 0              | 0              | 28     | 7      |
| 2020/21         | Schalke 04      | Vlag van Duitsland | Bundesliga         | 23         | 2          | 2     | 3     | 0      | 0      | 0              | 0              | 25     | 5      |
| 2021/22         | RSC Anderlecht  | Vlag van België    | Jupiler Pro League | 35         | 9          | 5     | 1     | 0      | 0      | 4              | 2              | 44     | 12     |
| 2022/23         | RSC Anderlecht  | Vlag van België    | Jupiler Pro League | 22         | 5          | 1     | 0     | 0      | 0      | 11             | 1              | 34     | 6      |
| 2023/24         | RSC Anderlecht  | Vlag van België    | Jupiler Pro League | 10         | 0          | 1     | 1     | 0      | 0      | 0              | 0              | 11     | 1      |
| 2024            | Samsunspor      | Vlag van Turkije   | Süper Lig          | 11         | 0          | 0     | 0     | 0      | 0      | 0              | 0              | 11     | 0      |
| 2024/25         | KV Mechelen     | Vlag van België    | Jupiler Pro League | 32         | 13         | 2     | 2     | 0      | 0      | 0              | 0              | 34     | 15     |
| 2025/26         | KV Mechelen     | Vlag van België    | Jupiler Pro League | 2          | 1          | 0     | 0     | 0      | 0      | 0              | 0              | 2      | 1      |
| Carrière totaal | Carrière totaal | Carrière totaal    | Carrière totaal    | 337        | 78         | 28    | 17    | 1      | 0      | 25             | 4              | 365    | 95     |

## Interlandcarrière
Raman debuteerde op 9 september 2019 bij het Belgische nationale team. Hij viel toen in de 90e minuut in voor Thomas Meunier tijdens een kwalificatiewedstrijd voor het EK 2020 tegen Schotland.
| Interlands van Benito Raman     | Interlands van Benito Raman | Interlands van Benito Raman | Interlands van Benito Raman | Interlands van Benito Raman | Interlands van Benito Raman |
| №                               | Datum                       | Wedstrijd                   | Uitslag                     | Soort Wedstrijd             | Doelpunten                  |
| Als speler bij Schalke 04       | Als speler bij Schalke 04   | Als speler bij Schalke 04   | Als speler bij Schalke 04   | Als speler bij Schalke 04   | Als speler bij Schalke 04   |
| ------------------------------- | --------------------------- | --------------------------- | --------------------------- | --------------------------- | --------------------------- |
| 1.                              | 9 september 2019            | Schotland – België          | 0 – 4                       | Kwalificatie EK 2020        | 0                           |
| Totaal                          | Totaal                      | Totaal                      | Totaal                      | Totaal                      | 0                           |
| Bijgewerkt t/m 9 september 2019 |                             |                             |                             |                             |                             |

## Palmares
| Competitie             | Aantal   | Jaren    |
| KAA Gent               | KAA Gent | KAA Gent |
| ---------------------- | -------- | -------- |
| Belgisch landskampioen | 1x       | 2014/15  |
| Belgische Supercup     | 1x       | 2015     |
| Fortuna Düsseldorf     |          |          |
| Kampioen 2. Bundesliga | 1x       | 2017/18  |
| Bijgewerkt t/m 2018    |          |          |